# Transports en commun de Vannes
Les transports en commun de Vannes exploités sous le nom Kicéo sont un service de transport collectif desservant l'agglomération de Vannes. Il comprend 32 lignes régulières, complétés de services de transports scolaires, d'un service de transport à la demande "Créacéo", d'un service de transport à la demande PMR "Mobicéo", d'un service de transport de matinée qui vous emmène à la Gare nommé "Matinéo", et d'un service de transport en soirée "Terminéo" les jeudis, vendredis et samedis,.
Le réseau Kicéo est organisé par Golfe du Morbihan - Vannes Agglomération, autorité organisatrice de la mobilité (AOM). Depuis le 1er janvier 2024, il est exploité par Transdev GMVA Mobilité, une filiale de Transdev, dans le cadre d'une concession de service public.

## Historique
« Pour un historique détaillé des lignes du réseau, voir la liste des lignes de bus de Vannes. »

### Les débuts
En 1960, le conseil municipal de Vannes décide d'autoriser un service de transport en commun comportant au moins deux lignes. C'est à la CTM (Compagnie des Transports Morbihannais) qu'est attribuée l'exploitation des lignes. En 1968, la CTM devient une filiale du groupe Verney,. Le réseau reçoit alors comme dénomination les TPV (Transport Public Vannetais).

### Déploiement progressif du réseau
Le 25 avril 1978 le réseau est restructuré, il comporte alors six lignes. En 1979, les oblitérateurs Camp apparaissent sur le réseau.
En 1985, les transports urbains sont de la compétence du SIVOM du pays de Vannes, le réseau est étendu à Saint-Avé, puis en 1987 jusqu'à Séné puis le 1er septembre 1988, la ligne Vannes - Saint-Avé est prolongée jusqu'à Meucon (actuellement ligne 9).
Entre 1988 et 1989, les bus de Vannes abandonnent les larges bandes rouges au profit d'une découpe rappelant la mer et la campagne (vagues vertes et bleu). Les bus sont équipés de radiotéléphones qui permet la communication entre l'exploitation et les conducteurs,.

### Les années 1990
En septembre 1992, les transports scolaires des communes de Séné et Saint-Avé sont intégrés au réseau. Deux ans plus tard, en 1994, le périmètre des transports urbains est étendu aux communes de première couronne : Arradon, Plescop, Ploeren, Meucon, Saint-Nolff et Theix.
En 1994, les TPV (Transports Publics Vannetais) et la CTM quittent leur dépôt devant la Gare SNCF (qui est l'actuelle gare Routière) pour un dépôt neuf dans la zone industrielle de Kerniol, au nord de la ville.
Sept Mercedes-Benz O 405 N (n°120 à 126) ont été réceptionnés en 1994, 1995 et 1996.
En 1997, quatorze Renault Agora S (n°127 à 134 et n°136 à 141) ont été réceptionnés plus deux Agora Line (n°6533 et n°6534) pour la CTM.
Une nouvelle version de la livrée TPV bleue apparaît, seuls quelques Renault PR 100.2, les O 405 N n°123 et 124, et les véhicules postérieurs l'ont reçue.
En 1999, création des lignes 7 (Ploeren - Saint-Nolff ; actuellement ligne n°10 Pleoren - Theix) et 8 (Plescop - Theix ; actuellement Plescop - Saint-Nolff). Le réseau est restructuré, l'ancienne zone B abandonnée (Ploeren, Plescop, Theix, St Nolff et Arradon) a été remise en place, c'est ainsi que les lignes 7 et 8 ont été créées, trois Setra S 315 NF et deux Scania OmniCity du sous-traitant Cariane Atlantique (maintenant Keolis Atlantique) sont affectés à ces deux lignes. Création de la navette Presqu'île, un Gruau MG 36 (n°115) est affecté à cette tâche.
Pour 1999, la constitution des lignes est donc la suivante :
- 1 : Le Ténénio (terminus partiel) - Dépôt TPV - République - Kercado-Cliscouët - Cassard (terminus partiel)
- 2 : Fourchêne - République - Conleau-Piscine
- 3 : Arradon Mairie - République - Le Poulfanc
- 4 : Meucon (terminus partiel) - Le Poteau - République - Séné Ajoncs - Bellevue (terminus partiel)
- 5 : Luscanen (terminus partiel) - Kerthomas - République - Le Poulfanc - Kersec (terminus partiel)
- 6 (scolaire) : Kerniol - St-Exupéry - Kergypt - Cuxhaven - Cliscouët - Cassard
- 7 : Ploeren Tréoguer - Jardins de Luscanen (terminus partiel) - République - St-Nolff Mairie
- 8 :Plescop Kériolets - République - Theix Graz-Iliz
- Presqu'île : Bellevue - Le Poulfanc - République

### Les années 2000
Création du site internet en 2000.

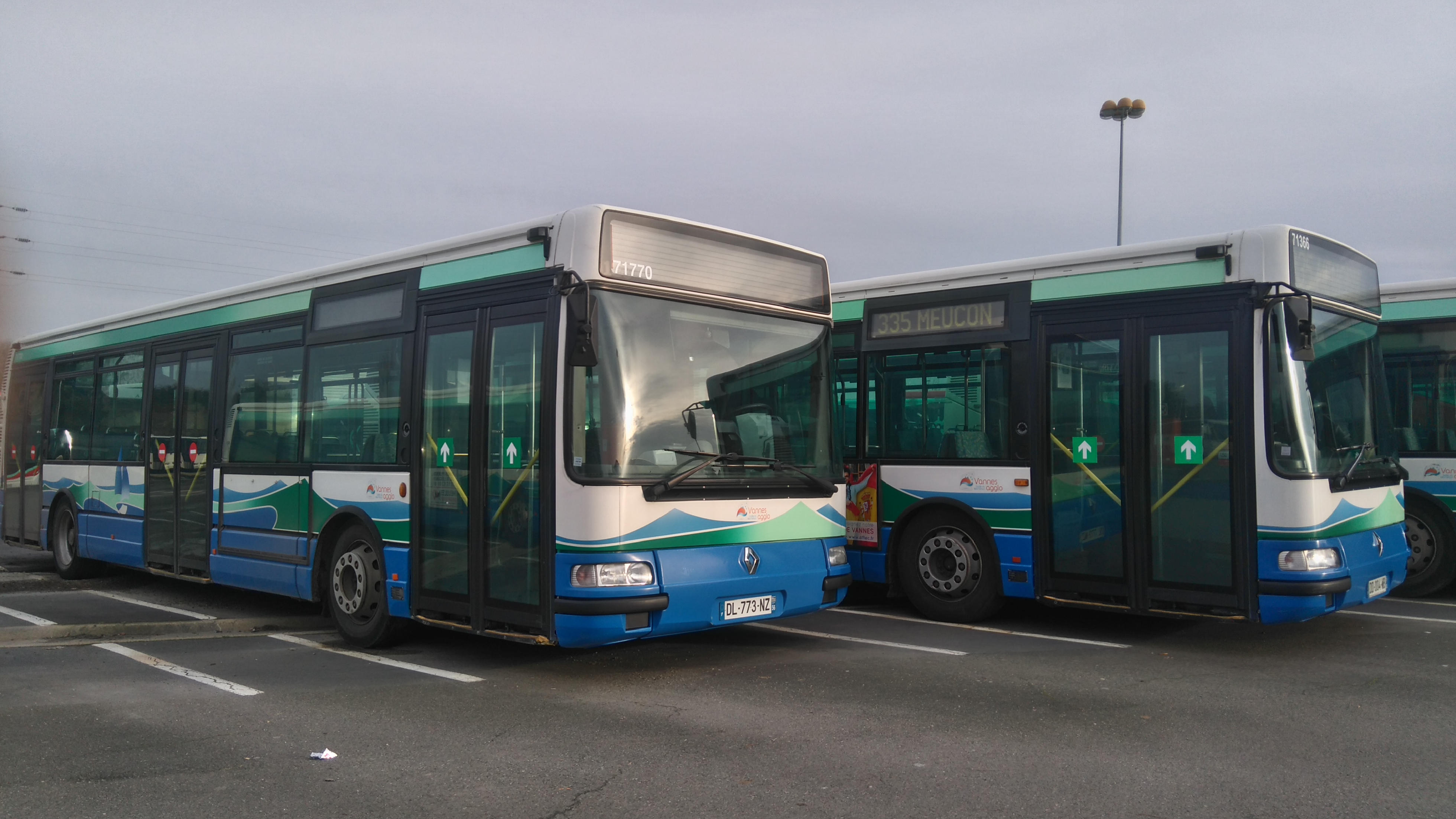
Deux Renault Agora S.

En 2001, la Communauté d'Agglomération du Pays de Vannes devient l'autorité organisatrice du réseau TPV.
Création en 2002 de Mobicéo, le service de transport à la demande pour les personnes à mobilité réduite ; le service s'appelait à l'époque HandiTPV.
En 2003, quatre nouvelles communes rejoignent les TPV : Le Bono, Plougoumelen, Trédion et l'Île-aux-Moines. Réception de six Irisbus Agora S (143 à 148).
En 2004, s'ajoutent trois Irisbus Agora S (150 à 152), qui sont les premiers bus réceptionnés avec girouette polychrome à l'avant (les girouettes latérales et arrière restent monochromes). Par la suite, tous les véhicules commandés neufs posséderont ce type de girouettes. De nouveaux abribus sont posés à Vannes par JCDecaux, dont le cadre publicitaire est de la couleur du mobilier urbain vannetais (vert-gris) et le toit évoque une forme de vague surmontée d'un mât soutenant une pancarte qui comporte le nom de l'arrêt (de couleur jaune puis verte en 2011), ceux-ci resteront pendant douze ans à Vannes.
En 2005, la Communauté d'Agglomération du Pays de Vannes renouvelle sa confiance aux TPV (groupe Veolia Transport) pour la gestion et la coordination des réseaux de transports urbains et périurbains. Acquisition de trois Irisbus Citelis 12 (153 à 155).
En 2006, trois autres Citelis 12 (156 à 158) rejoignent le parc.
En 2007, les TPV deviennent le transporteur référent sur le périmètre de la Communauté d'Agglomération du Pays de Vannes. De nombreux services jusqu'à présent mutualisés avec le Conseil Général sont désormais sous la seule compétence de l'agglomération et confié aux TPV pour la mise en œuvre opérationnelle. Encore trois Citelis 12 sont acquis (159 à 161).
Intégration en février 2008 d'une boutique de vente en ligne et d'un calculateur d'itinéraire sur le site internet.
En septembre 2008, les lignes sont réorganisées avec une offre globalement renforcée de 23 %, structurée avec des itinéraires identiques à l'aller-retour, la mise en œuvre du cadencement pour faciliter la mémorisation et la lisibilité de l'offre de service (Horaires des lignes, Noms des arrêts, plan des lignes sur tous les poteaux d'arrêts et abribus). Acquisition de quatre Citelis 12 (162 à 165).
La ligne Presqu'île disparaît et trois nouvelles lignes sont créées.

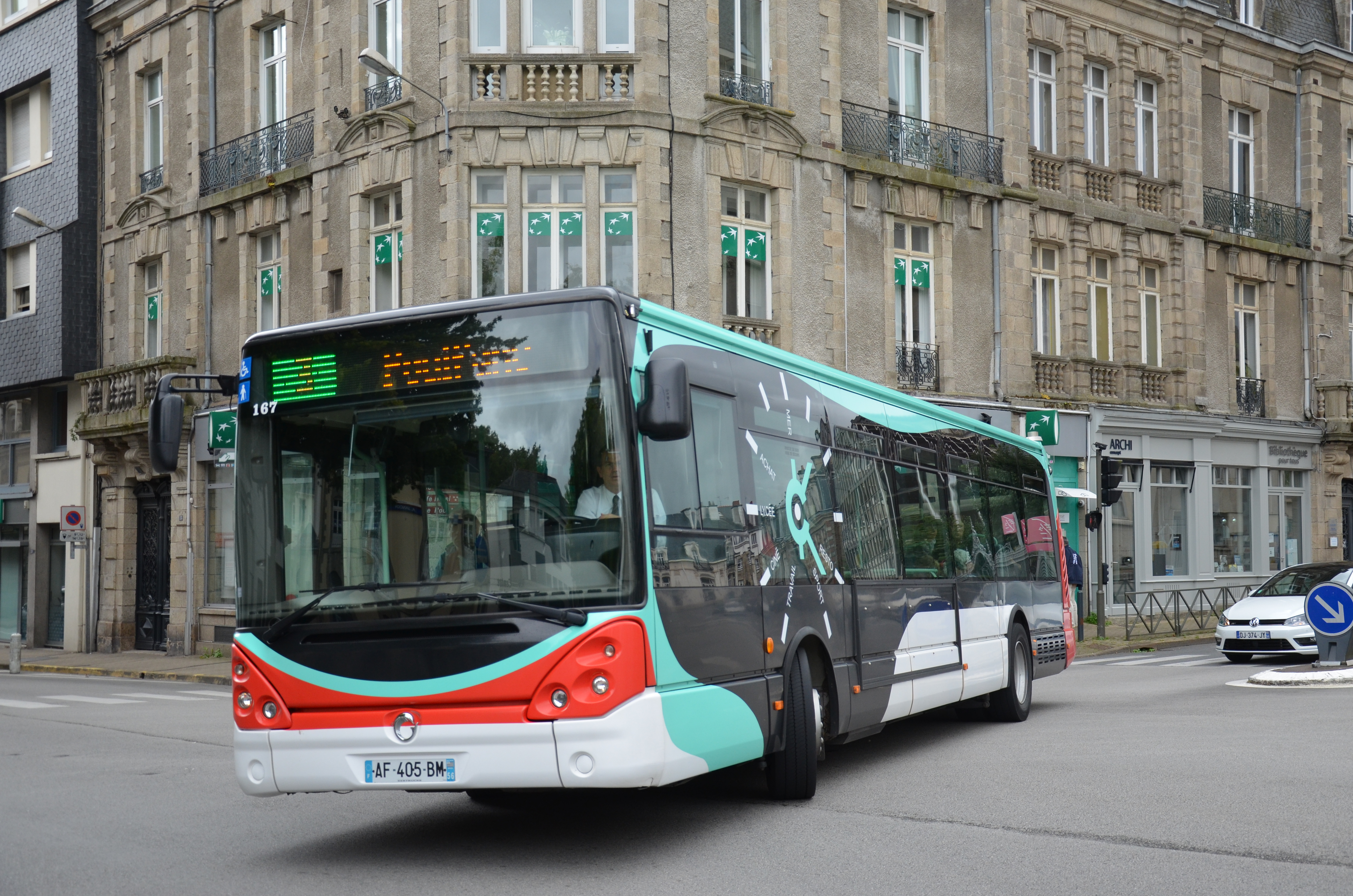
L'un des trois Citelis acquis en 2009, ici à République sur la ligne 3.

La constitution des lignes est donc la suivante pour 2008 :
- 1 : Le Ténénio (terminus partiel) - Kerniol - République - Cliscouët - Cassard (terminus partiel)
- 2 : Fourchêne - République - Le Port
- 3 : Conleau (terminus partiel) - Square du Morbihan - République - Le Poulfanc
- 4 : Le Poteau - République - Arradon Mairie - Gahinet (terminus partiel)
- 5 : Luscanen (terminus partiel) - Coteaux (terminus partiel) - Kerthomas - République - Le Poulfanc - Kersec (terminus partiel)
- 6 : Le Port - CCIM - Séné Ajoncs - Bellevue (terminus partiel)
- 7 : Ploeren Tréoguer - Luscanen (terminus partiel) - République - Le Poulfanc (terminus partiel) - Theix Graz-Iliz
- 8 : Plescop Kériolets - République - Hôtel de Ville
- 9 : Hôtel de Ville - Meucon
- 10 : Hôtel de Ville - St-Nolff Mairie
- 11 (scolaire) : Kerniol - St-Exupéry - Kergypt - Cuxhaven - Cliscouët - Cassard

En 2009, trois Citelis 12 (167 à 169) sont acquis plus trois Cytios Advance[Quoi ?] (0906 à 0908) pour la CTM ; ils rouleront sur la ligne 8. La ligne 11 disparaît au profit de la ligne 6 et la ligne 2 est prolongée jusqu'à Bellevue pour remplacer l'ancienne ligne 6. La ligne 10 disparaît également et la ligne 8 est prolongée jusqu'à St-Nolff.
En 2010, encore quatre Citelis 12 (170 à 173) sont commandés pour remplacer les premiers Renault Agora, qui s'offrent une deuxième vie chez la CTM, en scolaire. La ligne 11 et la navette Presqu'île réapparaissent et la ligne 6 remplace l'itinéraire de l'ancienne ligne 2 (qui s'arrête au Port) à Séné Bourg et s'arrête à la Gare SNCF.
En 2011, quatre autres Citelis 12 (176 à 179) sont acquis pour poursuivre la réforme des Agora. À nouveau, la ligne 6 réapparaît pour remplacer la ligne 11 et la ligne 2 est re-prolongée vers Bellevue.

### Des TPV à Kicéo, un réseau en constante évolution
Le 3 septembre 2012, le réseau TPV devient Kicéo, une nouvelle livrée apparaît maintenant rouge, noire et verte. Changement notable, ce sont maintenant 5 Créalis Neo 12 EEV (184-188), 4 GX 327 €3 ex Aix en Bus (180-183) qui circuleront respectivement sur la ligne 1 et en réserve.
8 GX 327 €3 et 5 GX 317 €3 Ex Aix en Bus sont aussi pour la CTM. La ligne 2 va maintenant jusqu'à Petit Tohannic, la ligne 3 remplace la ligne 4 (la ligne 4 fait donc un direct entre Chambre des Métiers et Guyot-Jomard) sur le parcours Radieuse - Guyot-Jomard en abandonnant la desserte d'Albert 1er qui sera reprise par la ligne 6 allant de Fourchêne jusqu'à CCIM, la ligne 7 remplace la ligne 2 pour la desserte de Séné (Gare SNCF - Séné Ajoncs/Bellevue), la ligne 11 est créée entre Parc du Golfe et Hôtel de Ville afin de desservir le quartier de la Brise et relier le Parc du Golfe au centre-ville. La ligne 12 remplace l'ex-ligne 6, l'ex-ligne 7 devient ligne 10.
Le 3 septembre 2013, cinq Crealis Neo 12 EEV (189-193) sont acquis et sont affectés à la ligne 2, les lignes 8 et 10 dont le dernier passage à la République était à 18h30 est maintenant à 19h20, le prix de tous les titres de transport (sauf le ticket unité) augmente.
Fin 2013, ce sont deux Citelis EEV (194 et 195) qui sont acquis, ils circuleront d'abord sur la ligne 4, puis sur la ligne 5 les années suivantes.
En septembre 2014, la ligne 7 est prolongée à Saint-Avé Kerozer (le terminus de la ligne 7 est néanmoins mentionné comme étant Saint-Avé Le Dôme) afin de desservir le nouvel écoquartier Beau soleil de Saint-Avé tout en offrant une alternative à la ligne 4 entre République et Toulbao. De plus, trois UrbanWay 12 Tector 7 sont réceptionnés (196 à 198) circulant principalement sur la ligne 4 et la ligne 24 fusionne avec la ligne Tim11, devenant ainsi la quatrième ligne à posséder une tarification Kicéo dans le territoire de Vannes Agglo.

Fin 2014 sont acquis deux GX 327 ex-Menton pour la CTM (98992 et 98993).

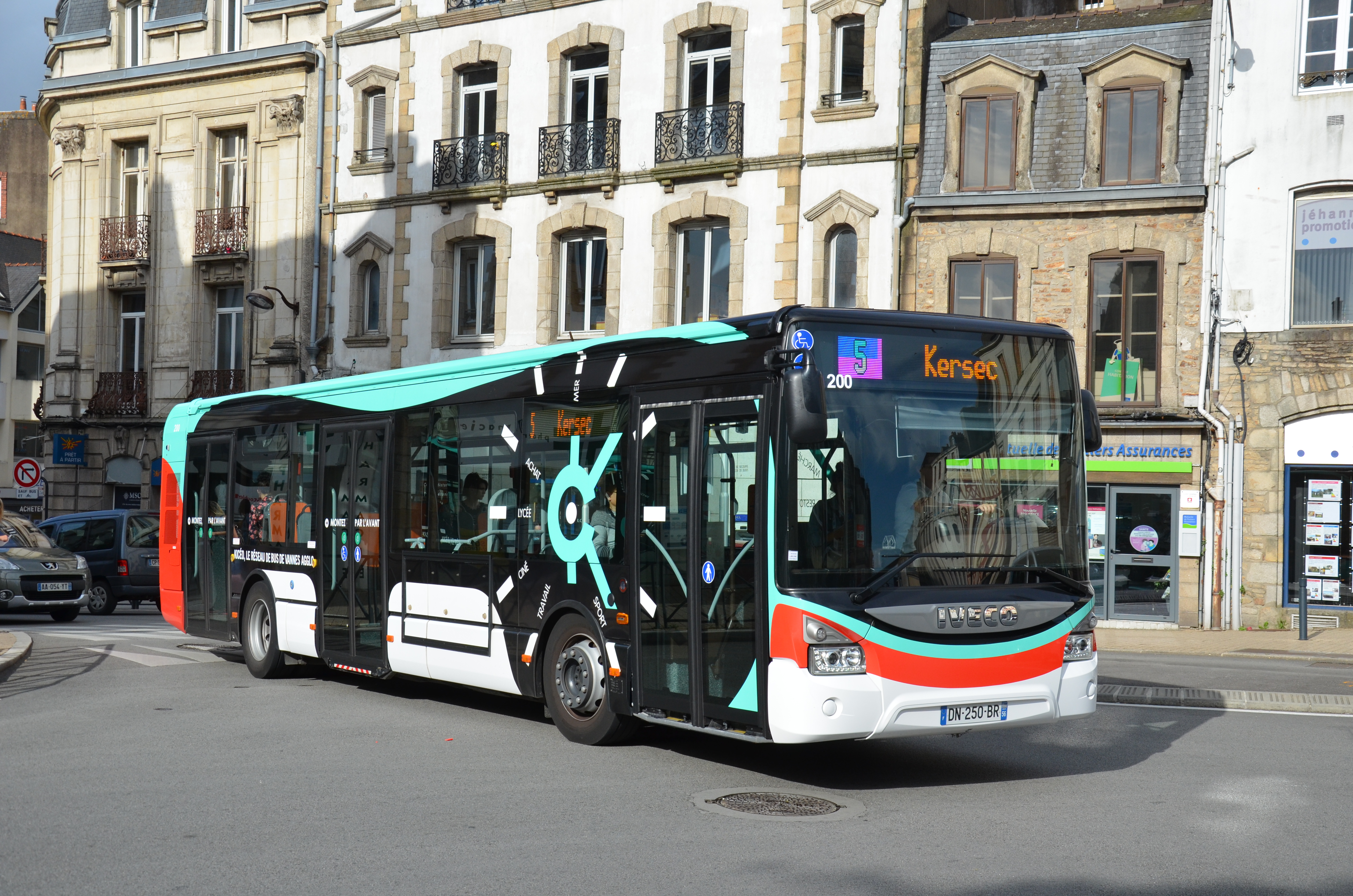
Iveco Bus Urbanway sur la ligne 5

Jusqu'à mi-2015 seront réceptionnés 4 UrbanWay 12 Tector 7 (199-202) qui circuleront surtout sur les lignes 3 et 5. En plus de cela, la CTM rachète un S 415 NF à Lacroix qui devient le 71771 et un GX 327 ex-navette aéroport de Toulouse qui devient le 71774.
En mai 2016 sont acquis trois UrbanWay 12 Tector 7 (203-205), cette fois-ci avec diodes blanches et non plus orange, qui circuleront sur la ligne 7 (sauf le 205 qui circule sur la 6 dès septembre 2016).
En septembre 2016, pour compenser à la suppression de la ligne 11 en juillet 2016 (jugée trop peu fréquentée), la ligne 3 s'offre un détour au Parc du Golfe, permettant ainsi une desserte toutes les 20 minutes et non plus toutes les heures de cet arrêt. La ligne 5 s'offre un détour par le Pont SNCF et ne dessert plus l'arrêt Châteaubriant. La ligne 6, grâce à l'ouverture du tunnel de Kérino, se prolonge au-delà de Vannes Agglo et forme une boucle Fourchêne - Radieuse - République - Gare SNCF - Kérino - Fourchêne, reliant l'IUT à l'université en seulement 8 minutes.
Depuis le 1er janvier 2017 et pour une durée de sept ans, le réseau est exploité non plus par la Compagnie des transports du Pays de Vannes (CTPV, Transdev) mais par RATP Dev via une filiale créée pour l'occasion, la Compagnie des transports Golfe du Morbihan - Vannes Agglomération (CTGMVA). L'intégration de nouvelles communes dans Vannes Agglomération permet une tarification Kicéo sur les lignes Tim2 (entièrement), Tim3, Tim7 (qui bénéficiait déjà d'une tarification Kicéo jusqu'au Hézo, mais qui est prolongée jusqu'au terminus, Port Navalo) Tim11 (qui bénéficiait déjà d'une tarification Kicéo jusqu'à Monterblanc, mais qui est prolongée jusque Plaudren).
Des services ont changé de nom à cette occasion : Créabus devient Créacéo et Mobi-bus devient Mobicéo. L'afterbus est revisité du fait de sa fréquentation trop faible, prenant modèle sur les flexo de Keolis, l'usager monte à Parissot, Gare SNCF ou République, et renseigne au chauffeur (sans réservation) son lieu de descente, correspondant à un arrêt de bus dans Vannes.
En juillet 2017, la ville de Vannes ne souhaite plus assurer le fonctionnement des navettes gratuites (hors événements), la Navet'Océa et la navette marché/été sont supprimées, la suppression de cette dernière est compensée par la desserte de Parc du Golfe et de la rive droite par la ligne 7. La ligne 4 est prolongée jusqu'à la médiathèque d'Arradon grâce à la rénovation du bourg de la commune. Les lignes Tim2 et Tim7 deviennent respectivement les lignes 25 et 24 et deviennent donc des lignes Kicéo à part entière, les véhicules de ces lignes seront alors à moyen terme repeints en livrée Kicéo.
À partir de la rentrée 2017 les lignes 2 et 6 sont prolongées jusqu'au nouveau parking relais Ouest de Vannes. La ligne 3 ne dessert plus le Parc du Golfe et reprend son ancien itinéraire en allant directement à Conleau depuis République, substituée par la ligne 7. Le contrat entre CTGMVA et Keolis Atlantique pour les lignes urbaines n'a pas été renouvelé, Auray Voyages a été choisi après appel d'offres pour les lignes 9, certains renforts scolaires et la 12, la CTM exploite désormais entièrement les lignes 8, 10 et 20 et certains renforts scolaires.
À partir de la rentrée de janvier 2018 le sous-traitant Auray Voyages exploitant les lignes 9 et 12 acquiert deux GX 327 €5 ex-Voiron (Perraud Voyages) . Peu de temps après, ce sont deux GX 337 qui rejoignent le parc d'Auray Voyages. À partir de la rentrée de mars 2018 la CTM acquiert à son tour six nouveaux GX 337, un septième sera acquis en 2019.

### La rentrée 2021, synonyme de grande refonte
Deux ans après la refonte totale du réseau périurbain (adoption de circuits plus clairs, 6 passages par jour en semaine sur chaque ligne), et après de longues années sans grande restructuration du réseau, de grosses modifications sont adoptées sur les lignes.
On note ainsi la disparition des lignes 9 et 12, non sans faire de mécontents concernant la ligne 9, mécontentement motivé par un trajet moins direct pour Vannes, ainsi qu'une suppression de desserte pour la Galerie Commerciale des Trois-Rois. Cette suppression s'explique entre autres par le caractère peu rentable de ces deux lignes, avec une fréquentation plutôt faible pour la ligne 12, pourtant en place depuis de nombreuses années.
La suppression de la ligne 9 implique de ce fait une réorganisation des lignes 4 et 7, qui desservent Saint-Avé : la ligne 4 récupère la desserte de Meucon à raison d'un bus par heure en heures creuses et le samedi (un terminus partiel est mis en place à l'arrêt Paré). La fréquence des bus pour Meucon est revue à la hausse, tous les départs de ligne 4 s'y rendant, offrant alors une offre de 20 minutes contre 30 minutes. La liaison Lescran - Le Poteau est récupérée par la ligne 7, tandis que la liaison Lescran - Les Étangs - Kerniol n'est plus assurée. Un scolaire, n°316, est mis en place pour relier Meucon aux établissements de Vannes-Nord. Auray Voyages perd alors deux lignes qu'elle exploitait entièrement, l'affrété récupère donc des courses sur la ligne 4 en semaine (en plus de celles assurées par CTGMVA) et la ligne 1 le samedi.
Une ligne dominicale D3 est mise en place afin de relier République à Saint-Avé, desservant alors la Gare SNCF (le piston réalisé par la ligne D1 se voit supprimé), l'Hôpital Chubert, le quartier de Beausoleil, la Gendarmerie de Saint-Avé et l'EPSM. La ligne D2 dessert à présent la Zone Commerciale du Fourchêne, au lieu de la Route de Sainte-Anne.
L'Est de Vannes subit lui aussi de nombreux ajustements : la ligne 2 est prolongée à Kersec afin d'apporter une desserte accrue du quartier de Beaupré-Lalande, la ligne 3 échange de parcours avec la ligne 5, tout en proposant une liaison Kersec - Poulfanc tout au long de la journée (la ZI du Prat est desservie en direction de Kersec le matin, en direction de Conleau le soir). La ligne 5 est raccourcie à Quais de Séné, et offre un trajet plus direct entre Garenne et Petit Tohannic, ce qui provoque, là aussi, un mécontentement des usagers autour de l'ex-arrêt Bir Hakeim.
Enfin, la ligne 1 abandonne son terminus partiel Kerniol pour aller toute la journée au Ténénio. Un nouveau tracé sera mis en service le 8 novembre 2021 par le quartier nouveau de Vannes-Village, dès lors que les routes reliant le quartier à la Clinique Océane seront ouvertes.

### Délégation du réseau à Transdev

#### Janvier 2024: arrivé de Transdev
En juin 2023, Transdev remporte le nouvel appel d'offres établie par Golfe du Morbihan - Vannes Agglomération, lui permettant d'exploiter le réseau du 1er janvier 2024 et jusqu'en 2031.
Des changements sont opérés :
- Modification mineures d'horaires
- Mise en place de la ligne 30, un mini-bus électrique sur l'Ile d'Arz avec une correspondance avec le bateau bus
- Refonte du site internet

Des évolutions sont prévues :
- Pour avril 2024 : ligne 26 qui relie Theix Centre au château de Suscinio
- Nouveau service  : pour rejoindre la gare de Vannes tôt le matin
- Nouvelle billettique compatible KorriGo sans contact
- Pour 2025 : un nouveau Système d'Aide à l'Exploitation et à l'Information Voyageur et la création d'un PC régulation
- Des études d'optimisation des temps de parcours, de restructuration d'offre, d'évolution des circuits scolaires
- De nouveaux véhicules électriques : 13 aujourd'hui et 45 prévus au fin 2031

#### Évolutions de juillet et septembre 2024
En juin 2024, Golfe du Morbihan - Vannes Agglomération annonce des changements pour le réseau Kicéo.
Dès juillet 2024 :
- L'arrêt « Gare SNCF » devient « Gare SNCF Sud ».
- Ligne 1 : le terminus « Ténénio » est rebaptisé « Clinique Océane ».
- Ligne 4 : abandon du passage par « Gare SNCF » pour passer par « Gare SNCF Nord ».
- Ligne 26 : création des arrêts « Penvins » et « Ostréapolis ».

Dès septembre 2024 :
- La ligne 5 adopte un itinéraire plus direct (abandon de la boucle et des arrêts « Ste-Anne » et « Riou »).
- Les lignes 7 et 20 adoptent un itinéraire plus direct par l'avenue Victor-Hugo et les arrêts « Le Mené » et « Clisson ».
- Ligne 7 : amélioration de la fréquence aux heures de pointe.
- Ligne 10 : amélioration de la fréquence aux heures de pointe.
- Ligne 11 : prolongement jusqu'à Plougoumelen.
- Ligne 22 : prolongement jusqu'à Sarzeau.
- Création de la ligne 27 : elle relie Grand-Champ à Vannes.
- Ligne D3 : prolongement jusqu'à Séné.
- Création de la ligne D4 : elle relie Theix à Arradon.
- Création de la ligne DSOIR : elle relie la gare de Vannes aux logements des étudiants et lycéens.
- Nouveau service du matin : .
- Les Afterbus sont renommés .

#### Évolutions au cours de l’année 2025
En mars 2025 :
- La ligne 26 est supprimée en raison de sa faible fréquentation.

## Le réseau

### Présentation

Golfe du Morbihan - Vannes agglomération.

Le réseau de bus a pris son organisation actuelle à la suite de la restructuration du 4 septembre 2017, en lien avec l'extension du périmètre de transport urbain.
Le réseau dessert les 34 communes de Golfe du Morbihan - Vannes Agglomération, soit environ 170 000 habitants : 
- Ville principale : Vannes ;
- Première couronne : Arradon, Plescop, Saint-Avé, Séné ;
- Seconde couronne : Le Hézo, Meucon, Ploeren, Theix-Noyalo, Treffléan ;
- Autres villes importantes : Arzon, Elven, Grand-Champ, Larmor-Baden, Monterblanc, Sarzeau ;
- Autres communes à faible densité : Baden, Brandivy, Colpo, La Trinité-Surzur, Locmaria-Grand-Champ, Locqueltas, Le Bono, Le Tour-du-Parc, Plaudren, Plougoumelen, Saint-Armel, Saint-Gildas-de-Rhuys, Saint-Nolff, Sulniac, Surzur, Trédion ;
- Les îles : Île-aux-Moines et Île-d'Arz.

Les communes ci-dessous sont des anciennes communes rattachées à d'autres, à la suite de la réforme du 1er janvier 2016 :
- Noyalo : fait désormais partie de la commune de Theix-Noyalo ;
- Theix : fait désormais partie de la commune de Theix-Noyalo.

### Les lignes

Un Mercedes-Benz Citaro C2 sur la ligne.

Le réseau est composé, à septembre 2021, de plusieurs familles de lignes.
- Les lignes principales, nommées « essentielles » ( 1 2) ;
- Les lignes secondaires ( 3 4 5 6a 6b 7) ;
- Les lignes complémentaires ( 8 10 11 12 L) ;
- Le service de soirée fonctionnant du jeudi au samedi de 20 h 30 à 23 h 25 ( ) ;
- Les lignes des dimanches et jours fériés ( D1 D2 D3 D4 DSOIR) ;
- Les lignes périurbaines ( 20 21 22 23 24 25 27 30) ;
- Les services spéciaux scolaires, assurant principalement la desserte des collèges de l'agglomération.

#### Lignes urbaines
| Lignes en semaine (L/M/Me/J/V/S) | Parcours                                                                       | Fréquence de passage semaine en heure de pointe | Fréquence de passage semaine en heure de creuse | Fréquence de passage le samedi | Fréquence de passage l'été |
| -------------------------------- | ------------------------------------------------------------------------------ | ----------------------------------------------- | ----------------------------------------------- | ------------------------------ | -------------------------- |
| 1                                | Clinique Océane - Kerniol - République - Cliscouët - Cassard                   | +/- 10 minutes                                  | +/- 10 minutes                                  | +/- 10 minutes                 | +/- 10 minutes             |
| 2                                | P+R Ouest - Madeleine - République - PIBS 2 - Kersec                           | +/- 10 minutes                                  | +/- 10 minutes                                  | +/- 10 minutes                 | +/- 15 minutes             |
| 3                                | Conleau - Sq. Morbihan - République - Delestraint - Kersec                     | +/- 20 minutes                                  | +/- 20 minutes                                  | +/- 30 minutes                 | +/- 30 minutes             |
| 4                                | Meucon - St-Avé Paré - Gare SNCF Nord - République - Médiathèque               | +/- 20 minutes                                  | +/- 20 minutes                                  | +/- 30 minutes                 | +/- 30 minutes             |
| 5                                | Parissot - République - Quais de Séné                                          | +/- 20 minutes                                  | +/- 20 minutes                                  | +/- 30 minutes                 | +/- 30 minutes             |
| 6a                               | P+R Ouest - Radieuse - République - Gare SNCF Sud - Kérino - P+R Ouest         | +/- 20 minutes                                  | +/- 20 minutes                                  | +/- 30 minutes                 | +/- 30 minutes             |
| 6b                               | P+R Ouest - Kérino - Gare SNCF Sud - République - Radieuse - P+R Ouest         | +/- 15 minutes                                  | +/- 20 minutes                                  | +/- 30 minutes                 | +/- 30 minutes             |
| 7                                | Saint-Avé Le Poteau - Gare SNCF Sud - République - Parc du Golfe - Séné Ajoncs | +/- 15 minutes                                  | +/- 20 minutes                                  | +/- 30 minutes                 | +/- 30 minutes             |
| 8                                | Plescop - Fourchêne - Vannes - Gare SNCF Sud - Saint-Nolff                     | +/- 30 minutes                                  | +/- 60 minutes                                  | +/- 60 minutes                 | +/- 60 minutes             |
| 10                               | Theix-Noyalo - Poulfanc - Vannes                                               | +/- 20 minutes                                  | +/- 60 minutes                                  | +/- 60 minutes                 | +/- 60 minutes             |
| 11                               | Plougoumelen - Ploeren - Fourchêne - Vannes                                    | +/- 30 minutes                                  | +/- 60 minutes                                  | +/- 60 minutes                 | +/- 60 minutes             |
| 12                               | Hôpital - Le Port - République - Gare SNCF Sud - Maison du Lac                 | +/- 45 minutes                                  | +/- 45 minutes                                  | +/- 45 minutes                 | +/- 45 minutes             |

### Autres types de mobilités

#### Matinéo

Logo du service Matinéo.

Plan du service Matinéo.

Matinéo est un service de transport proposé par le réseau Kicéo, conçu pour faciliter les déplacements matinaux vers la gare de Vannes. Ce service est disponible dès 6h15 et permet un trajet direct vers la Gare de Vannes pour les voyageurs des communes de Vannes, Arradon, Plescop, Ploeren, Saint-Avé, Saint-Nolff, Séné et Theix-Noyalo.
Le service Matinéo dessert les arrêts des lignes régulières du réseau, à l'exception de ceux situés à moins de 1000 mètres de la Gare de Vannes, pour éviter toute saturation et favoriser les trajets longue distance. Il garantit une arrivée à la gare entre 6h15 et 7h, pour assurer les correspondances avec les trains matinaux.
Pour bénéficier de ce service, les usagers doivent réserver leur trajet avant 17h la veille de leur déplacement en appelant le 02 97 01 22 88. Ce service est ouvert à tous les voyageurs Mobicéo dont le départ se situe à plus de 500 mètres de la gare SNCF de Vannes.
Matinéo répond particulièrement aux besoins des voyageurs quotidiens se rendant à la gare de bonne heure, leur offrant une solution pratique et sur mesure.

#### Créacéo

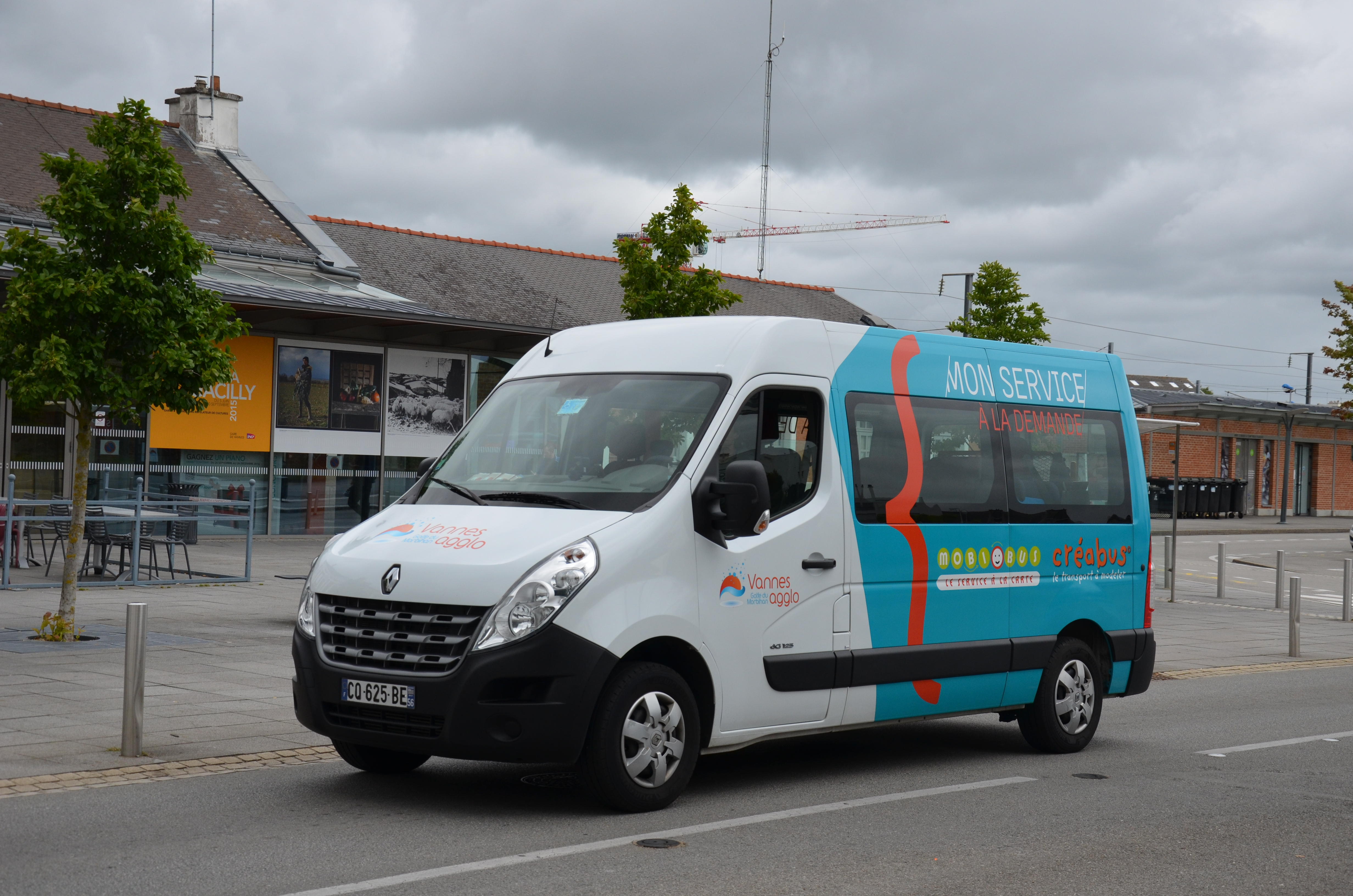
Un minibus de Créacéo.

Créacéo est un service de transport à la demande (TAD) proposant une desserte des secteurs peu denses vers les lignes du réseau Kicéo et couvrant les 34 communes de Golfe du Morbihan - Vannes Agglomération. Il repose sur le principe d'une desserte d'un arrêt situé dans une zone à un arrêt « relais » servant de point de correspondance avec une ligne régulière Kicéo ou BreizhGo. La réservation est obligatoire et doit être enregistrée au plus tard une demi-journée avant le souhait de déplacement.

#### Mobicéo
Mobicéo est un service de transport à la demande (TAD) disposant de véhicules aménagés pour le transport des personnes à mobilité réduite. Le service couvre les 34 communes de Golfe du Morbihan - Vannes Agglomération. La réservation est obligatoire.

#### Vélocéo

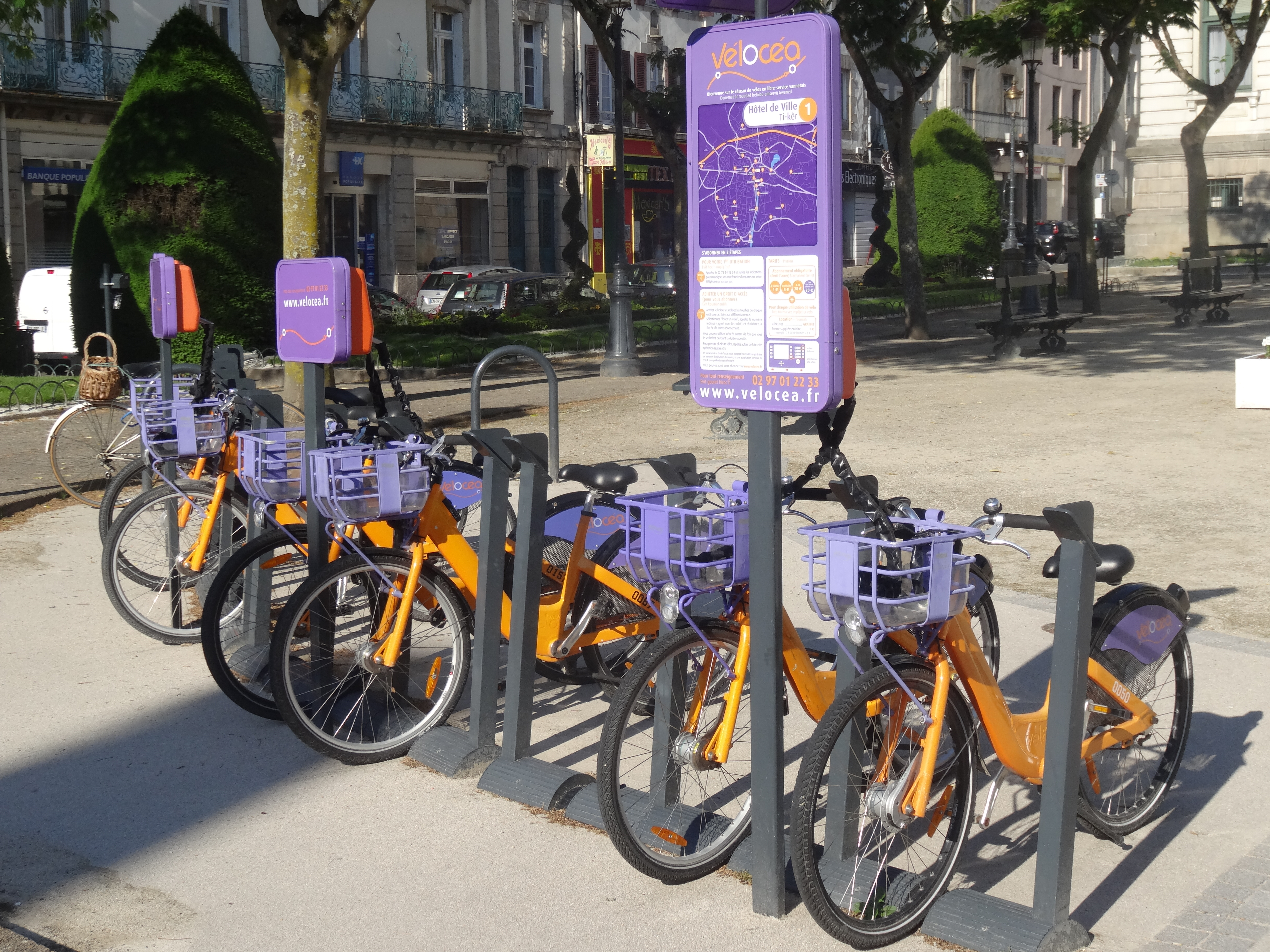
Une des stations de vélos.

Vélocéo (anciennement Vélocéa) est un ancien système de vélopartage, non renouvelé.
Sa mise en service, sous le nom de Vélocéa, a eu lieu le 27 juin 2009. Le service est suspendu le 30 juin 2017 et est remplacé par le nouveau service Vélocéo mis en service en juin 2018. Le dispositif consistant en un parc de vélo électriques est géré par la communauté d'agglomération. L'utilisation d'un vélo nécessite une carte ou un code donné par l'application Vélocéo.
Le 6 novembre 2023, la trop faible fréquentation du service ("150 000 € par an pour une vingtaine d'utilisateurs quotidiens") a poussé Golfe du Morbihan - Vannes agglomération à stopper le service.
En parallèle, en janvier 2023 fut mis en place un service de location moyenne et longue durée, rencontrant un grand succès, avec, fin 2023, plus de 300 inscrits sur liste d'attente. La fin du service Vélocéo a induit le renforcement de cette offre de location moyenne et longue durée, avec la commande de 172 bicyclettes supplémentaires en décembre 2023, et qui seront disponibles au printemps 2024,,.

### Gare urbaine et pôle d'échanges

#### Gare urbaine
La gare urbaine est un lieu de correspondance entre les lignes du réseau Kicéo ; elle est située dans le centre-ville de Vannes. La place de la République est le point central du réseau depuis sa création.

### Parking Relais

#### P+R Ouest
propose 140 places de stationnement, incluant trois emplacements réservés aux personnes à mobilité réduite et 2 places réservées aux véhicules électriques avec bornes de recharge. Une zone est également aménagée pour le stationnement des deux-roues. Des chemins piétons sécurisés permettent d'accéder aux arrêts de transports en commun situés à proximité immédiate, dotés d'abris.
| Ligne | Direction                           | Fréquence semaine | Fréquence samedi |
| ----- | ----------------------------------- | ----------------- | ---------------- |
| 2     | Kersec                              | 10'               | 10'              |
| 6a    | P+R Ouest (via le tour de la ville) | 20'               | 30'              |
| 6b    | P+R Ouest (via le tour de la ville) | 20'               | 30'              |

### Identité visuelle

#### Logos

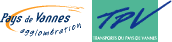
Logo avant 2012
Logo depuis 2019

#### Livrée des véhicules
Les transports en commun de Vannes ont eu au moins quatre livrées différentes au fil des décennies :
- la première livrée des véhicules, qui a commencé en 1960 lors de la création du réseau ;
- la deuxième, mise en place en 1968 à la suite de la gestion du réseau par la CTM (du groupe Tourisme Verney), sera trois bandes rouge sur tout le tour du véhicule sur un fond de couleur blanc cassé. Une quatrième bande était au dessus des vitres ;
- en 1989, les bus de Vannes abandonnent le rouge au profit d'une découpe rappelant la mer et la campagne (vagues Vert et bleu). Cette nouvelle découpe fait énormément rajeunir les véhicules comme les PR 100.2 et CBM. Cette livrée sera légèrement modifiée en 1997 ;
- en septembre 2012, le réseau TPV devient Kicéo et une nouvelle livrée apparaît avec du rouge, du noir, du vert et du blanc.

Livrée d'avant 1968.
1968 - 1989 Maquette à venir prochainement
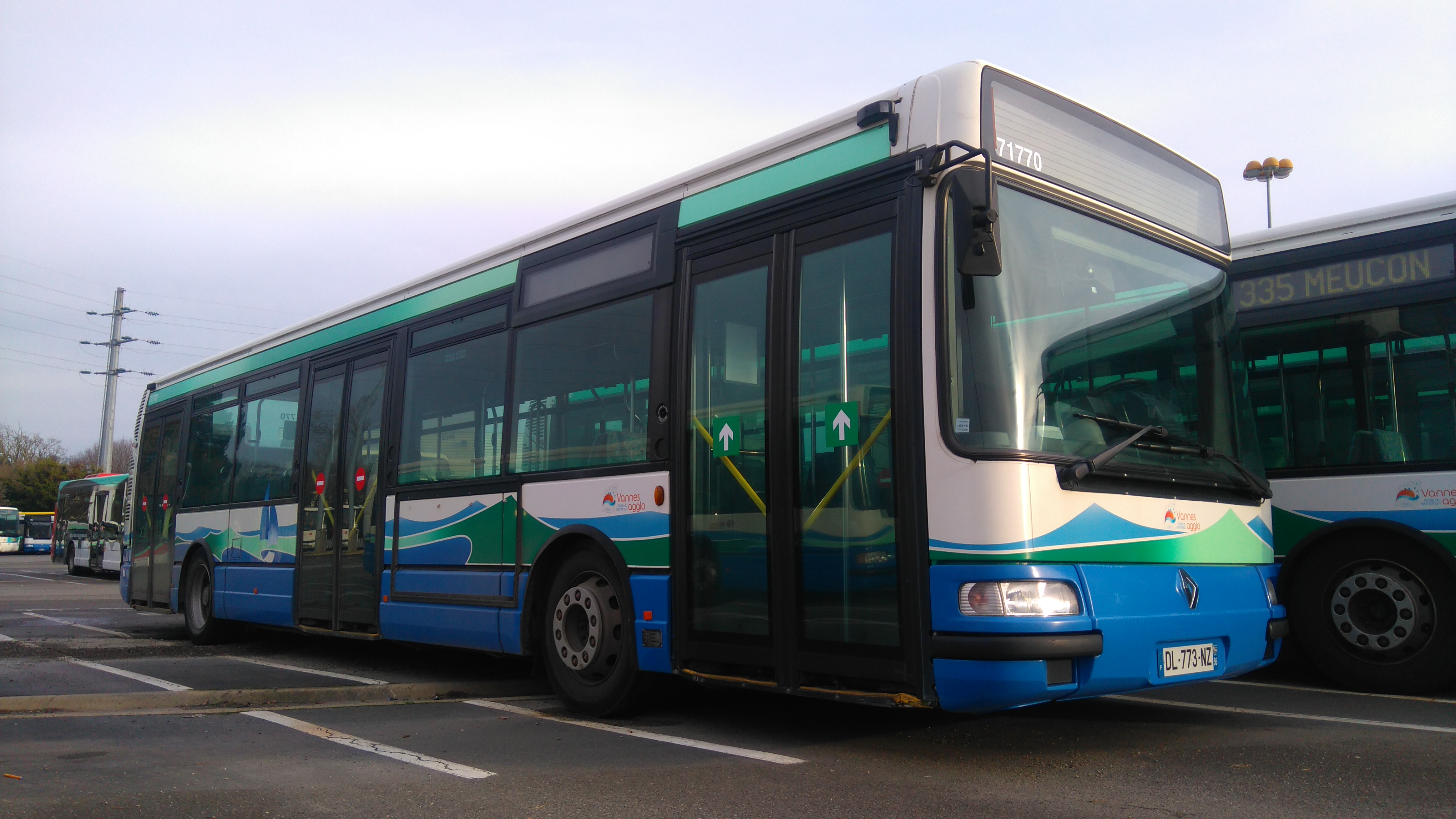
Livrée de 1997.
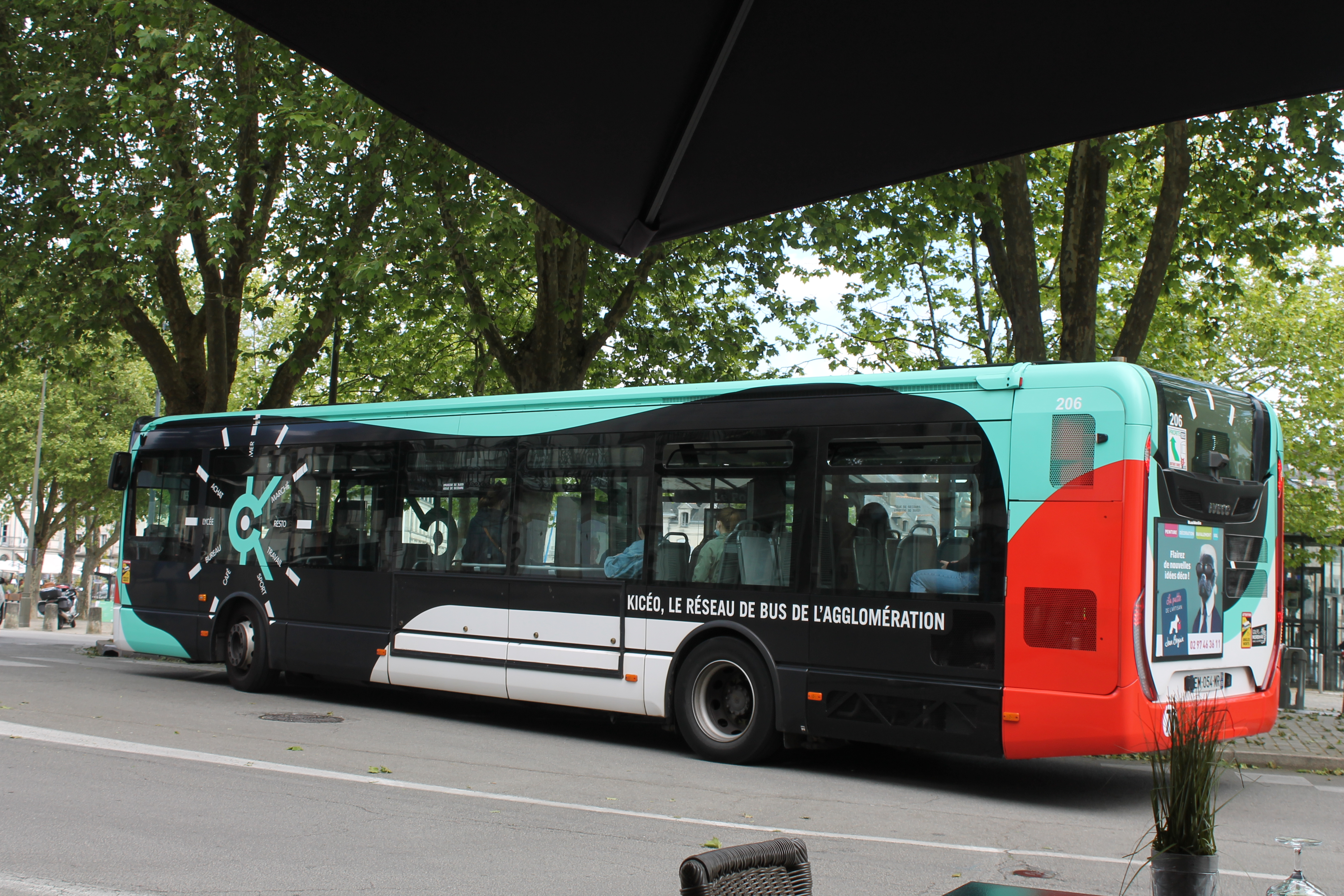
Livrée actuelle, depuis 2012.

## Les exploitants

### Depuis janvier 2024: Transdev GMVA Mobilités (Transdev)
La SAS Transdev GMVA Mobilités exploite le réseau Kicéo depuis le 1er janvier 2024.
Le 29 juin 2023, les élus de Golfe du Morbihan- Vannes agglomération ont voté l'attribution de la concession de service public du réseau Kiceo à Transdev, remplacant RatpDev. Certaines lignes et/ou services sont sous-traitées à d'autres exploitants.
Les missions de Golfe du Morbihan - Vannes agglomération portent sur :
- la définition de la politique générale des déplacements sur le territoire
- la définition des services (création, modification ou suppression de lignes, changements d'itinéraires, de services ou d'horaires)
- la définition de la politique tarifaire
- la mise en œuvre d'un contrôle de l'exploitant afin de s'assurer qu'il respecte ses obligations
- la réalisation des investissements

Les missions de Transdev GMVA Mobilités, portent sur :
- la mise en œuvre de la politique définie par Golfe du Morbihan - Vannes Agglomération
- la gestion des relations institutionnelles et celles avec les usagers et la mise en œuvre des actions d'information auprès de ces derniers
- la fourniture des moyens (humains et matériels nécessaires) à l'exploitation du réseau, autres que ceux fournis par l'agglomération
- l'entretien et maintenance des véhicules, des biens mis à disposition et du mobilier urbain
- le contrôle et gestion des relations avec les sous-traitants
- les propositions d'adaptations et études relatives au réseau
- la mise en place et gestion des outils et services de mobilités (aux entreprises ou sociale)
- l'identification des besoins en termes d'investissements : élaboration de cahiers des charges, suivi des déploiements...
- la réalisation des études nécessaires à l'organisation des déplacements

### 2016-2023: CTGMVA (RatpDev)
La SASU Compagnie des transports Golfe du Morbihan - Vannes Agglomération (CTGMVA) exploite le réseau Kicéo depuis le 1er janvier 2017.
Le 29 septembre 2016, les élus de Vannes agglomération ont voté l'attribution de la délégation de service public du réseau Kiceo à RATP Dev. La filiale de la régie parisienne remplace Transdev et ce jusqu'à 2023. Certaines lignes et/ou services sont sous-traitées à d'autres exploitants.
Ces sous-traitants sont :
- Compagnie de Transport de Morbihan - CTM (CAT 56) (filiale du groupe Transdev)
- Auray Voyages
- Voyages Morio

### Le réseau avant2016
En 1960, le conseil municipal de Vannes décide d'autoriser un service de transport en commun. Il fallait cependant que le réseau soit géré par une entreprise spécialisé. La CTM (Compagnie des Transports Morbihannais), alors indépendant et qui gérait également les transports en autocars dans le département du Morbihan, sera choisi[réf. nécessaire].
En 1968, la CTM devient une filiale du groupe de Tourisme Verney. C'est à ce moment-là que le réseau reçoit alors comme dénomination les TPV (Transport Public Vannetais).
En 2002, le groupe Connex rachète Tourisme Verney. Les TPV passent donc sous l'ère de Connex. Celui-ci change de nom et devient Veolia Transport. En mars 2011, celui-ci fusionne avec le groupe Transdev.
En septembre 2016, à la suite du vote des élus de Vannes agglomération sur l'attribution du réseau Kicéo qui favorisèrent RATP dev plutôt que Transdev, ce dernier a dû déménager leurs locaux et parc de véhicules. En 2021, Trandev s'installa sur un tout nouveau dépôt situé sur la commune de Saint-Avé.

## Exploitation

### Matériel roulant
Le parc d'autobus est actuellement principalement composé d'autobus fonctionnant au gazole, mais à partir de 2021 la CTGMVA achète des véhicules électriques. Des bornes de recharge rapide ont été installés au dépôt du délégataire.
Le réseau compte 102 autobus dont 56 pour le délégataire, la Compagnie des transports Golfe du Morbihan - Vannes Agglomération (CTGMVA), 36 pour Transdev CTM et 6 pour Auray Voyages. Les autocars de la CTM ne sont pas mentionnés.
Les numéros de parc s'organisent comme suit :
- trois chiffres : véhicules de la CTGMVA ;
- cinq chiffres : véhicules de la CTM (numéro de parc national du groupe Transdev France) ;
- Bxx : véhicules de Auray Voyages.

#### Les anciens véhicules
- 2 CBM TDU 11 SR nos 80 et 81 ;
- 3 CBM TDU 850 S nos 87 à 89 ;
- 14 Renault PR100.2 nos 94 à 107 ;

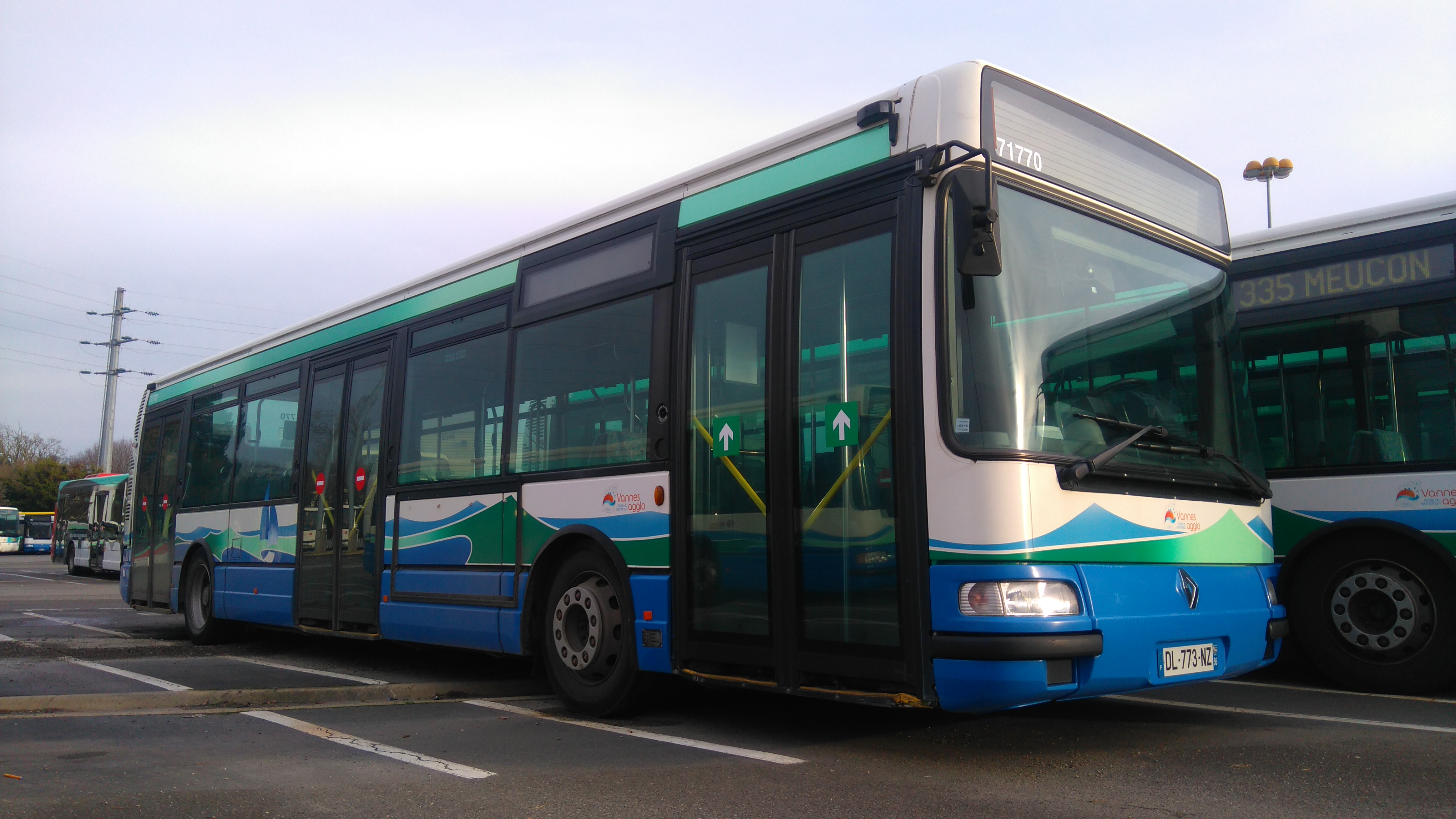
Un Renault Agora S avec la livrée TPV.

- 7 Renault R312 nos 108, 109, 112 à 113 et 116 à 118 ;
- 2 Renault PR180.2 nos 110 et 111 ;
- 1 Gruau MG 36 no 115 ;
- 7 Mercedes-Benz O 405 N nos 120 à 126 ;
- 1 Heuliez GX 317 no 12023 ;
- Setra S 315 NF.

Bus mutés à la CTM de Lorient
- 3 Renault Agora S nos 130, 131 et 133 mutés à la CTM de Lorient, devenus 1012, 1013 et 11380.
- 1 Heuliez GX 317 no 12018 muté à la CTM de Lorient.
- 2 Heuliez GX 327 nos 12028 et ??? mutés à la CTM de Lorient.

| Modèle           | no  | Immatriculation | Mise en service | Livrée | Girouette | Observations      |
| ---------------- | --- | --------------- | --------------- | ------ | --------- | ----------------- |
| Mercedes O 405 N | 120 | 8572 VC 56      | 1994            | TPV    | Pastilles | Devenu CTM n°0707 |
| Mercedes O 405 N | 121 | 8573 VC 56      | 1994            | TPV    | Pastilles | Devenu CTM n°?    |
| Mercedes O 405 N | 122 | 1977 VJ 56      | 1994            | TPV    | Pastilles | Devenu CTM n°0803 |
| Mercedes O 405 N | 123 | 1974 VJ 56      | 1994            | TPV    | Pastilles | Devenu CTM n°0813 |
| Mercedes O 405 N | 124 | 2911 VN 56      | 1994            | TPV    | Pastilles | Devenu CTM n°0814 |
| Mercedes O 405 N | 125 | 2912 VN 56      | 1994            | TPV    | Pastilles | Devenu CTM n°0910 |
| Mercedes O 405 N | 126 | 2914 VN 56      | 1994            | TPV    | Pastilles | Devenu CTM n°0911 |

### Dépôts

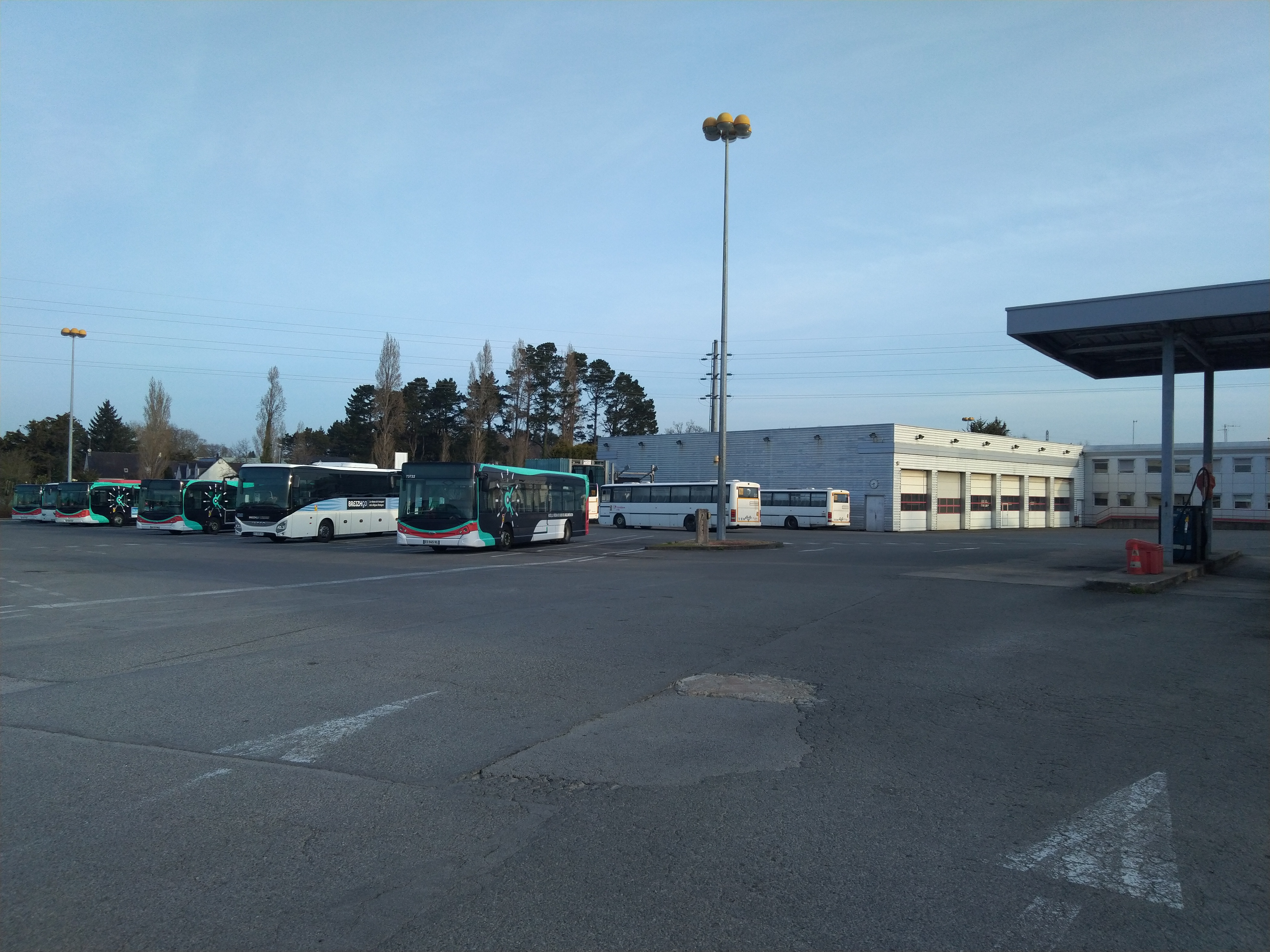
Dépôt Kicéo, juste avant le déménagement de Transdev.

Les véhicules du réseau sont remisés dans plusieurs dépôts de bus, un pour le délégataire et un pour chaque sous-traitant.
Le dépôt du réseau, situé au nord de la commune de Vannes (47° 40′ 54″ N, 2° 46′ 01″ O), a été construit en 1993 et livré en 1994. Il était partagé avec les bus du réseau TPV (ex-Kicéo) et la CTM (CAT 56) alors à l'époque sous l'ère du groupe Tourime Verney, mais le terrain appartient à la commune.

### Tarification et Titres de transports
Le réseau Kicéo propose une tarification adaptée à divers profils d'usagers, avec des tarifs différenciés en fonction de la fréquence d'utilisation, de l'âge, ou de la situation personnelle (étudiants, seniors, etc.). Les voyageurs peuvent choisir entre des titres de transport à l'unité, des abonnements mensuels ou annuels, et des offres spécifiques pour les trajets occasionnels ou réguliers. Le détail des tarifs est présenté dans le tableau ci-dessous.
| Type de titre                            | Tarif annuel | Tarif mensuel | Durée               | Support                                            |
| ---------------------------------------- | ------------ | ------------- | ------------------- | -------------------------------------------------- |
| Abonnement Scolaire                      | 120,00 €     | -             | Septembre à Juillet | Carte KorriGo                                      |
| Abonnement Interne                       | 75,00 €      | -             | Septembre à Juillet | Carte KorriGo                                      |
| Abonnement Étudiant                      | 189,00 €     | -             | Septembre à Avril   | Carte KorriGo                                      |
| Abonnement -26                           | 229,50 €     | 25,50 €       | 12 mois / 1 mois    | Carte KorriGo                                      |
| Abonnement 26/64                         | 370,00 €     | 37,00 €       | 12 mois / 1 mois    | Carte KorriGo                                      |
| Abonnement 65+                           | 117,00 €     | 25,00 €       | 12 mois / 1 mois    | Carte KorriGo                                      |
| Ticket unitaire (KorriGo, QR Code ou CB) | -            | 1,50 €        | 1 heure             | Carte KorriGo / QR Code / CB                       |
| Ticket unitaire (vendu dans le bus)      | -            | 2,00 €        | 1 heure             | Ticket papier thermique                            |
| Carnet de 10 voyages                     | -            | 11,00 €       | 1 heure/ticket      | Carte KorriGo / QR Code                            |
| Pass journée                             | -            | 4,20 €        | Journée             | CCarte KorriGo / QR Code / Ticket papier thermique |

#### Avant la billettique

Ticket unitaire

Tickets 10 voyages

Pass journée

Avant la transition vers des solutions de billetterie modernes, le réseau Kicéo utilisait un système de tickets en papier et carton pour la validation des trajets. Ce système était en place pour assurer un accès simple et direct aux services de transport public.
Les usagers pouvaient acquérir des titres de transport sous forme de cartes en papier, qui étaient souvent vendues dans des points de vente tels que des Kerniol, Infobus ou des bureaux de tabac. Ces tickets, une fois obtenus, devaient être présentés au chauffeur du bus à la montée ou validés à l’aide d’une machine d’oblitération. Ce processus garantissait que chaque passager possédait un titre de transport valide pour son trajet.
Le système de billetterie papier offrait une certaine flexibilité, permettant aux usagers d'acheter des tickets unitaires pour des trajets occasionnels ou des abonnements mensuels pour des déplacements réguliers. Cependant, cette méthode posait plusieurs défis, notamment la gestion des stocks de tickets, la nécessité d'une oblitération manuelle par les chauffeurs, ainsi que l’impact environnemental lié à l’utilisation de papier.
Avec l'évolution des technologies et une prise de conscience croissante des enjeux environnementaux, Kicéo a décidé de moderniser son système de billetterie. Ce changement a conduit à l'introduction de solutions numériques, telles que les cartes KorriGo et les tickets dématérialisés via QR Code, offrant ainsi une expérience de voyage plus fluide et respectueuse de l’environnement.
La transition vers la billetterie électronique a permis non seulement de simplifier le processus d'achat et de validation des titres, mais également de répondre aux attentes croissantes des usagers en matière de facilité d'utilisation et de durabilité. Aujourd'hui, Kicéo s'engage à offrir un service de transport accessible et innovant, tout en continuant d’améliorer l’expérience des usagers.